# Dormándi Olga
Székely-Kovács Olga/Dormándi Olga/Dormándi Lászlóné (Budapest, 1900. február 19. – Párizs, 1971. december) magyar festő, illusztrátor, szobrász, keramikus.

## Életpályája és munkássága
Szablya-Frischauf Ferencné iskolájában és Berény Róbertnél tanult festészetet. 1924-ben együtt vettek részt a Salzburgban rendezett Pszichoanalitikai Kongresszuson. 1922-ben gyűjteményes kiállítása volt az Ernst Múzeumban. Az 1920-as években portrékat és nagy aktokat készített. Egyik aktjával elnyerte az Erzsébetvárosi Kaszinó díját. Minden évben két-három hónapot Párizsban töltött, ahol Csáky Józsefnél szobrászatot tanult. 1926-ban az Egyesült Államokban tartózkodott. 1927-ben az Ernst Múzeumban Négy magyar festőnő címmel rendezett tárlatot Feszty Masával, Korb Erzsébettel és Szemere Lenkével. Az 1920-as évek végén Londonban, a Gallery Leicesterben állította ki festményeit. 1930-ban a párizsi Galerie Charpentier-ban, 1934-ben és 1937-ben a szintén párizsi Galerie Zakban volt egyéni kiállítása. 1935-ben a párizsi, 1946-ban a PEN Klub stockholmi kongresszusán rajzolta meg a résztvevő írók, köztük André Gide, Paul Valéry, Henri Barbusse és Andersen Nexö portréját. 1938-ban családjával elhagyta Magyarországot; Párizsban telepedett le. A második világháború éveiben (1939–1945) kerámiakészítésből élt, férje pedig – alnév alatt – Les cahiers d’Ulysse címmel gyerekfolyóiratot indított.
Kiállításai, főleg portréi és aktjai, mindig nagy sikert arattak. Könyvborítókat, könyvdíszeket tervezett, és számos könyvet illusztrált, többek között Márai Sándor írásait, és Fejtő Ferenc Érzelmes utazás című művét 1937-ben. Sokféle technikával, pasztellel, ceruzával, akvarellel, olajjal dolgozott, litográfiákat és szobrokat is készített. Freudról készített mellszobra a háború alatt tönkrement. 1947-ben 16 litográfiájával jelent meg Vercors könyve, A tenger csendje.

## Családja
Szülei: Székely Zsigmond mérnök és Prosznitz Vilma voltak. Nővére, Bálint Alice (1898–1939) pszichoanalitikus volt. Szülei 1904-ben elváltak, testvéreivel anyjuk második férje, Kovács Frigyes örökbe fogadta. Férje, Dormándi László (1898–1967) volt, a Panthéon Kiadó igazgatója, akivel 1923-ban Párizsban ismerkedett meg. 1924. október 16-án kötöttek házasságot Budapesten.  Lányuk, Dupont Judith (1925-?) francia pszichoanalitikus.

## Könyvillusztrációi
- Márai Sándor: Csutora (1932)
- Márai Sándor: A szegények iskolája (1933)
- Márai Sándor: A sziget (1934)
- Márai Sándor: Bolhapiac (1934)
- Fejtő Ferenc: Érzelmes utazás (1936)